# Thaksin Shinawatra
Thaksin Shinawatra (in thailandese: ทักษิณ ชินวัตร, trascrizione RTGS: Thaksin Chinnawat; pronuncia IPA: tʰákˈsǐn t͡ɕʰīnnaˈwat; in cinese: 丘达新; San Kamphaeng, 26 luglio 1949) è un politico e imprenditore thailandese con cittadinanza montenegrina, fondatore dell'operatore di telefonia mobile Advanced Info Service e del conglomerato IT e telecomunicazioni Shin Corporation nel 1987, una delle persone più ricche della Thailandia, già primo ministro della Thailandia e leader del partito populista Thai Rak Thai.
Fu deposto dalla carica di primo ministro dopo 5 anni di servizio dal colpo di Stato del 2006. Accusato di corruzione e abuso di potere, nei 17 anni successivi visse ininterrottamente in esilio – a parte il breve rientro in Thailandia nel 2008 – soprattutto a Londra e a Dubai. Nell'ottobre di quello stesso anno gli fu inflitta la prima condanna in contumacia a due anni di carcere. Il 17 marzo 2010, il governo del Montenegro annunciò di avergli conferito la cittadinanza del Paese.
Dall'esilio mantenne la propria influenza sulla politica thailandese con le formazione politiche a lui affiliate, il Partito del Potere Popolare, che fu al governo nel 2008, e il successivo Partito Pheu Thai, a sua volta alla guida del governo tra il 2011 e il 2014 con primo ministro la sorella Yingluck. Il 22 agosto 2023, il deputato di Pheu Thai Srettha Thavisin fu designato primo ministro dal nuovo Parlamento. Quello stesso giorno Thaksin fece rientro in Thailandia dall'esilio e fu preso in custodia dalle forze dell'ordine; negli anni dell'esilio aveva subito tre condanne per un totale di dieci anni di reclusione e fu quindi subito portato alla Corte suprema, dove gli fu notificato che due condanne andavano scontate simultaneamente e che gli anni di reclusione diventavano otto. Trasferito in carcere e subito ricoverato in ospedale, nei giorni successivi chiese la grazia a re Vajiralongkorn che gli ridusse la pena a un solo anno.
È fratello di Yingluck Shinawatra, che era stata a sua volta primo ministro dal giugno 2013 al maggio 2014, sollevata dall'incarico da una sentenza della Corte costituzionale. Nell'agosto 2024, anche la figlia di Thaksin Paetongtarn Shinawatra è diventata primo ministro.

## Albero genealogico
Il quadrisavolo di Thaksin, Seng Sae Khu, era un immigrato cinese di etnia hakka proveniente da Meizhou, nel Guangdong, che arrivò in Siam nel 1860 e si stabilì a Chiang Mai nel 1908, dove si arricchì allevando bestiame. Il figlio maggiore di Seng, Chiang Sae Khu, nacque nel 1890 e sposò la thailandese Saeng Somna da cui ebbe 12 figli, tra i quali Sak, che adottò il cognome thailandese Shinawatra (letteralmente: "fa bene di abitudine") nel 1938, e il resto della famiglia ne seguì l'esempio. Due dei figli di Sak divennero generali del Reale Esercito Siamese. Chiang si dedicò al commercio della seta per poi passare alla produzione industriale fondando la "Shinawatra seta thai", che divenne un colosso commerciale garantendo grandi ricchezze alla famiglia.
Il quarto figlio di Chiang fu Lert, il padre di Thaksin, che nacque a Chiang Mai nel 1919 e sposò Yindii Ramingwong, figlia della principessa Jantip Na Chiang Mai, membro della casa reale Lanna. Lert aprì diverse attività commerciali ed agricole nel Distretto di San Kamphaeng. A 48 anni entrò nel Consiglio Provinciale di Chiang Mai e nel 1969 fu eletto per la prima volta nel Parlamento Nazionale, dal quale uscì nel 1976 al suo secondo mandato ritirandosi dall'attività politica. La carriera politica fu quindi intrapresa da Suraphan, il fratello di Lert, che giunse a ricoprire la carica di ministro dei Trasporti. L'altro fratello Sujate divenne sindaco di Chiang Mai.

## Biografia
Thaksin nacque a San Kamphaeng, nella Provincia di Chiang Mai, quando la grande famiglia Shinawatra era già una delle più ricche ed influenti della regione. Visse nel villaggio di San Kamphaeng fino all'età di 15 anni, poi si trasferì a Chiang Mai per studiare al Montfort College. All'età di 16 anni, contribuì a gestire uno dei cinema di proprietà del padre. Nel 1980 sposò Potjaman Damapong, membro di una delle famiglie più importanti di Chiang Mai, dalla quale ebbe il figlio Panthongtae e le figlie Pintongtha e Peathongtarn. Nell'agosto 2008 i coniugi Shinawatra scelsero la via dell'esilio dopo essere stati accusati di corruzione e divorziarono nel novembre dello stesso anno. Negli anni successivi Thaksin rimase a vivere all'estero e, dopo che le autorità thailandesi annullarono il suo passaporto, dal 2010 poté seguire i propri affari in giro per il mondo con un passaporto montenegrino.

## Studi e carriera nella polizia
Thaksin Shinawatra frequentò la scuola di preparazione per le accademie delle forze armate, al termine della quale fu ammesso all'Accademia dei cadetti della polizia thailandese. Dopo aver ottenuto la laurea nel 1973, entrò nella Reale Polizia Thailandese. Conseguì un master universitario in Giustizia Criminale alla Eastern Kentucky University degli Stati Uniti nel 1975, e al ritorno in Thailandia insegnò nella Accademia di Polizia prima di essere assunto con incarichi speciali alle dipendenze del primo ministro Seni Pramoj. Nel 1978 ottenne un dottorato nella stessa materia alla Sam Houston State University del Texas. Dopo il nuovo ritorno in Thailandia divenne sovrintendente nel dipartimento di politica e pianificazione della polizia metropolitana, In questo periodo riprese ad insegnare in vari istituti di polizia a si appassionò di tecnologia informatica. Quando diede le dimissioni nel 1987, era arrivato al grado di tenente colonnello e lasciò la polizia per dedicarsi all'attività nel ramo informatico che aveva aperto con la moglie Potjaman Damapong, figlia e sorella di generali di polizia.

## Attività imprenditoriale
Iniziò la carriera di imprenditore quando era ancora nella polizia, con l'aiuto della moglie, aprendo attività nel settore della seta e del cinema che si rivelarono infruttuose e che dovette chiudere. Nel 1981 fondò la ICSI, azienda in seguito ribattezzata Shinawatra Computers che forniva computer in leasing ad agenzie di Stato. Quando cominciò ad avere discreti profitti, l'azienda ebbe gravi perdite nel 1984 con la svalutazione del baht. Nel 1986 stipulò un contratto di fornitura di computer a uffici di polizia che rimise in sesto le sue finanze e quello stesso anno la sua nuova azienda Paclink ottenne, assieme a un partner statunitense, la prima concessione governativa nelle telecomunicazioni. Era un momento di evoluzione del mercato informatico nel paese e di apertura ai privati da parte delle due aziende di telefonia di Stato, la Communications Authority of Thailand (CAT) e la Telephon Of Thailand (TOT), tradizionalmente in mano ai militari. Disaccordi con il partner lo portarono a uscire dalla joint venture ma si era radicata in lui la convinzione che la tecnologia wireless offrisse grandi opportunità e si lanciò in diverse attività nel settore senza ottenere inizialmente risultati apprezzabili.
Nel 1988 ebbe fine l'egemonia dei militari nel governo con le prime elezioni dal 1976, dopo 12 anni di dittatura. Sia la CAT che la TOT videro al proprio interno molti dei posti di comando assegnati a uomini d'affari. Thaksin seppe trarre vantaggio dalle proprie conoscenze e doti diplomatiche, tra le molte nuove concessioni di monopolio, la Paclink di Thaksin si aggiudicò quelle di paginazione e telefonia mobile della TOT, offrendo prezzi al pubblico minori di quelli offerti dalla concorrenza. Fu l'inizio della sua scalata al successo, nel 1992 i profitti furono di 445 milioni di baht e nel 1995 di 3 miliardi. Tra il 1988 e il 1991 gli furono assegnate 7 delle 22 concessioni delle telecomunicazioni messe in vendita dal governo. Nel 1989, grazie ai suoi contatti presso l'ufficio del primo ministro, fondò il canale della televisione via cavo IBC, che ebbe scarsa fortuna e si sarebbe fuso in seguito con i canali della UTV. Nello stesso periodo gli fu assegnato il contratto per la produzione delle pagine bianche e delle pagine gialle, iniziò inoltre la vendita di telefoni cellulari. Secondo quanto riportò nel proprio sito internet, tra i segreti del suo successo vi furono la capacità di prendere decisioni improvvise al momento giusto e la volontà di rischiare investimenti in nuovi settori, che gli valsero l'assegnazione di diversi premi in Asia per le sue doti di imprenditore nel 1992 e 1993.
Sempre nel 1989 ottenne per le proprie aziende le concessioni di 15 anni per la Digital Paging Srvice (paginazione) e di 10 anni per la Shinawatra Telecom (data net). Nel 1990 la sua Advanced Info Service (AIS) ebbe una concessione di 20 anni sia per la telefonia mobile che per le carte telefoniche, mentre la Fonepoint ne ebbe una di 10 anni per i punti di telefonia pubblica. Alla Shinawatra Satellite fu concesso nel 1991 per 30 anni il monopolio del suo primo satellite, lanciato nel dicembre 1993. In quegli anni incrementò ulteriormente gli introiti facendo quotare in borsa queste aziende. L'AIS si espanse in breve tempo diventando la maggiore azienda thailandese del settore e fu il primo operatore ad utilizzare le frequenze GSM 900 nel paese. Con l'avvento della tecnologia digitale, Thaksin fu in grado di espandere i suoi interessi nelle televisioni in Laos e Cambogia, e quelli nella telefonia in Laos, Cambogia, Filippine e Gujarat. Sia l'AIS che altre aziende collegate entrarono a far parte della Shin Corporation, controllata dallo stesso Thaksin.
Con il momentaneo distacco dei militari dalla scena politica, inoltrarsi nel mondo della telefonia implicò l'avvicinamento ai nuovi politici-affaristi incaricati di assegnare le concessioni, sempre più coinvolti nei grandi profitti che il settore garantiva. Thaksin entrò nel 1994 nel Palang Dharma, partito di cui faceva parte il ministro delle Comunicazioni e guidato da Chamlong Srimuang, capo delle rivolte popolari che nel 1992 avevano rovesciato il governo appoggiato dalla giunta militare responsabile del colpo di Stato dell'anno prima.
Altre aziende guidate da Thaksin furono l'Università Shinawatra di Pathum Thani, da lui fondata nel 1999, che offriva corsi di ingegneria, architettura e conduzione aziendale, e il canale televisivo iTV, acquistato nel 2000. Diventato uno degli uomini più ricchi del paese, le accuse rivoltegli riguardanti il conflitto di interessi lo costrinsero a trasferire la proprietà della Shin Corporation alla propria famiglia. L'ex moglie Potjaman è sempre stata il suo principale supporto nella vita politica e negli affari.
Nel giugno 2007 la società UK Sport Investments, controllata dall'ex premier thailandese, rilevò la società calcistica britannica del Manchester City, che fu costretta a vendere nell'agosto del 2008 all'Abu Dhabi United Group for Development and Investment (Abug). La vendita fu indotta dalla problematica situazione legale della famiglia in Thailandia, che avrebbe portato alla confisca di gran parte dei beni, alle condanne nei tribunali dei coniugi Shinawatra, alla revoca del passaporto e del visto di soggiorno nel Regno Unito. Negli anni successivi ha spesso girato il mondo per seguire i propri affari, e tra i settori in cui ha investito i propri capitali vi è la biomedicina.

## Entrata in politica
Entrò per la prima volta in politica nel 1994, quando accettò l'offerta di diventare ministro degli Esteri nel governo di Chuan Leekpai del Partito Democratico. L'anno dopo divenne il leader del partito Palang Dharma che conquistò un seggio alle elezioni e servì per un breve periodo come vice-primo ministro nel governo di coalizione di Banharn Silpa-archa, incarico che tornò a ricoprire nel 1997 nell'esecutivo del primo ministro Chavalit Yongchaiyudh.
Grazie al successo ottenuto come imprenditore e come politico, ricevette il supporto di molti influenti personaggi del mondo degli affari thailandese e il 15 luglio 1998 fece registrare insieme ad altri 22 membri fondatori il partito Thai Rak Thai (TRT), di cui fu la guida indiscussa. Si creò un seguito di sostenitori nel nord e nel nordest del paese, che diventarono le roccaforti di TRT. In virtù delle risorse di cui disponeva fu in grado di finanziarsi campagne elettorali particolarmente dispendiose e sofisticate, che gli avrebbero in seguito attirato le accuse di aver comprato voti. Il partito fu in grado di conquistare il potere grazie alle novità imposte dalla Costituzione del 1997 - stilata in un periodo in cui i militari erano rimasti ai margini della vita politica - che spianò la strada alla possibilità di avere elezioni compiutamente democratiche.

## Condotta di governo

### Primo mandato
Fu eletto premier dopo le elezioni del 2001, quando il TRT ottenne 248 dei 500 seggi sconfiggendo il Partito Democratico (PD) dei conservatori e Thaksin si pose alla guida del governo di coalizione formato con i partiti Nuova Aspirazione e Nazione Thai. Diede luogo ad una svolta (definita di "diplomazia populista") sia nella politica interna che in quella estera del Paese. Tra i provvedimenti che lo resero più popolare, vi furono la concessione di prestiti a basso interesse per i contadini, la legge che garantiva accesso ai servizi sanitari a prezzi ridotti e i massicci investimenti nell'istruzione pubblica. Fu rilanciata l'economia del paese, che era stata messa a dura prova con la crisi finanziaria asiatica del 1997/1998. Il governo ebbe anche apprezzamenti per il modo in cui gestì gli aiuti per le vittime del terremoto e maremoto dell'Oceano Indiano del 2004 che colpì la costa occidentale nel sud del paese.
Durante il suo governo, si registrò un irrigidimento della repressione nel paese. Particolarmente brutali e oggetto di severe critiche furono la campagna del suo governo contro gli spacciatori di droga nel 2003, con l'esecuzione extra-giudiziaria di oltre 2 500 sospetti, e quella per reprimere l'insurrezione nella Thailandia del Sud, quando nel solo incidente di Tak Bai 85 civili persero la vita per il feroce intervento dell'esercito. Ricevette inoltre critiche nel 2003 per aver occultato le notizie relative alla diffusione in Thailandia dell'influenza aviaria.

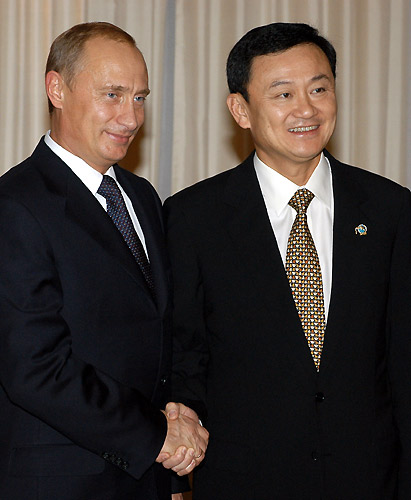
Con Vladimir Putin nel 2003

Il partito trasse vantaggio dalle politiche in favore delle masse meno abbienti, che erano state le più colpite dalla crisi finanziaria asiatica. La gestione del potere fu mirata anche nell'intaccare gli interessi delle vecchie élite di Bangkok legate ai militari e alla monarchia, consolidatesi negli anni settanta. L'opposizione fu messa ai margini del dibattito parlamentare, alleati di Thaksin furono inseriti in posti di comando nevralgici della polizia, dell'esercito, della commissione elettorale e della Corte costituzionale. Fin dall'inizio si creò una frattura tra la nuova e la vecchia classe politica, che avrebbe generato un drammatico conflitto ultradecennale anche tra la popolazione. Si scatenò anche una competizione per ingraziarsi l'elettorato e Thai Rak Thai ne uscì vincitore con le sue politiche populistiche in favore dei poveri e del ristabilimento dell'ordine. Nel corso degli anni il partito vide coesistere al suo interno diverse fazioni e differenti ideologie, spesso fra loro in antitesi, come il nazionalismo, il populismo, la socialdemocrazia, il conservatorismo e il liberalismo. Lo storico thai di estrazione marxista Gilles Ji Ungpakorn ha evidenziato lo scollamento tra i vertici del partito, che promossero campagne lesive dei diritti umani e più volte si proclamarono leali alla monarchia, e buona parte dei militanti di base, che avevano appoggiato il TRT per porre fine a secoli di rigido dominio monarchico e militare nel paese.

### Secondo mandato
Thaksin fu comunque il primo tra i capi di governo thailandesi a portare a termine il mandato e venne rieletto nelle elezioni legislative del febbraio 2005 con la vittoria schiacciante del suo partito, che si aggiudicò 374 seggi su 500 in Parlamento lasciando solo 96 seggi al Partito Democratico, il maggiore oppositore. Anche la classe media fu colpita dalla pubblicità ininterrotta nei mass media del partito Thai Rak Thai, che sorprendentemente si aggiudicò a Bangkok 32 dei 37 collegi elettorali. Solo nelle province del sud il partito venne sconfitto, aggiudicandosi un solo seggio. Fu la prima volta nella storia del paese che un partito si aggiudicò la maggioranza assoluta dei seggi e diede vita a un governo monocolore, senza ricorrere a una coalizione di partiti.
La scelta di impiegare le forze armate per combattere l'insurrezione nella Thailandia del Sud dei musulmani locali, senza prima cercare una soluzione politica al problema, non fece che aumentare le violenze nella zona, dove tra il 2004 e il 2016 si sarebbero registrati 7 000 omicidi e 12 000 ferimenti in attentati. Sia importanti capi militari che la monarchia espressero pubblicamente il loro dissenso e si acuì la contrapposizione tra i sostenitori di Thaksin da una parte e le élite monarchico-conservatici di Bangkok e i militari dall'altra, che stavano perdendo potere e vedevano i loro interessi lesi dalle politiche del TRT. L'opposizione poteva inoltre contare sulla maggior parte dell'elettorato in Thailandia del Sud, di tradizione conservatrice. Il tentativo di Thaksin di creare una dittatura elettorale vide la vecchia classe dominante ricompattarsi e reagire con decisione. Tra le principali accuse rivoltegli vi furono quelle di corruzione e di voler rovesciare la monarchia.

### Scandali politici e finanziari
Thaksin fu coinvolto in un procedimento legale per il conflitto di interessi tra il suo ruolo di primo ministro e le varie attività finanziarie che conduceva. Già nel 2001, poco dopo essere stato nominato primo ministro, era stato molto vicino agli arresti e a un bando di 5 anni dalla vita politica con l'accusa di irregolarità nella dichiarazione delle tasse, ma era stato assolto. I suoi avversari politici sostennero che corruppe la corte giudicante e manipolò le indagini. A propria difesa, Thaksin dichiarò che il conflitto d'interessi dipese solo da una sua distrazione. Un altro scandalo riguardante la sua vita politica fu l'appoggio che diede al cugino Chaiyasit Shinawatra per la promozione da semplice comandante a generale di un piccolo distretto militare.
Le opposizioni gridarono allo scandalo per la vendita alla fine del 2005 a un'azienda di Singapore delle azioni della Shin Corporation, la maggiore azienda thai nel ramo delle telecomunicazioni facente capo alla famiglia Shinawatra, sostenendo che era stato svenduto un patrimonio nazionale e che la famiglia non aveva pagato le tasse relative alla vendita. Si scatenò una grande ondata di proteste anti-Thaksin monopolizzate dalle Camicie gialle della neonata Alleanza Popolare per la Democrazia, che il governo non riuscì a controllare. Ma il partito poteva contare sulla forza del proprio elettorato e furono quindi indette nuove elezioni per l'aprile 2006 alle quali non si presentarono le opposizioni. I risultati furono quindi dichiarati invalidi dalla Corte suprema.

## Colpo di Stato, estromissione dal potere e primo esilio
Nel periodo successivo le imponenti manifestazioni anti-governative continuarono e Thaksin rimase alla guida di un governo provvisorio fino al 19 settembre 2006, quando fu deposto da un colpo di Stato incruento mentre era a una riunione dell'ONU a New York. La giunta militare proclamò la legge marziale, sospendendo la costituzione del '97 e destituendo Parlamento, governo e Corte costituzionale. Il generale Surayud Chulanont fu posto a capo di un governo ad interim. Furono incarcerati molti dei vertici del partito, che fu provvisoriamente affidato a Chaturon Chaisang.
Dopo il golpe, Thaksin rimase a vivere in esilio all'estero e annunciò il proprio ritiro dalla politica. Nel maggio del 2007 il partito fu dissolto dalla nuova Corte costituzionale, che impose inoltre il divieto di partecipare alla vita politica per i cinque anni successivi a 118 dei suoi membri, compreso Thaksin. In giugno il governo militare fece congelare i beni della famiglia Shinawatra. La nuova Costituzione caldeggiata dai militari fu approvata da un referendum popolare nell'agosto successivo.

## Governo del Partito del Potere Popolare, suo alleato
Nel periodo tra il colpo di Stato e le elezioni fissate per il dicembre 2007 fu fatto un lavoro capillare per distruggere il potere di Thaksin e fu quindi una sorpresa la vittoria nelle consultazioni della coalizione guidata dal Partito del Potere Popolare (PPP), in cui figuravano molti ex aderenti che non erano stati interdetti del disciolto Thai Rak Thai. Il PPP appoggiava la politica e gli interessi di Thaksin e il suo leader Samak Sundaravej fu nominato primo ministro. Il suo programma auspicava la trasformazione della Thailandia in una moderna monarchia costituzionale di tipo nord europeo, con uno Stato sociale più attento ai bisogni dei ceti più poveri. Fu progettata una riforma agraria a beneficio dei contadini ed altre importanti riforme di tipo politico tra cui quella del sistema elettorale, che penalizzava la partecipazione attiva alla vita politica nazionale di gran parte della popolazione thailandese, specie quella degli strati medio-bassi.
Tra gli ostacoli più grandi di questi progetti vi furono le grandi manifestazioni dell'opposizione e la magistratura, che aveva ottenuto grandi poteri con la nuova Costituzione e ben presto iniziò a muoversi contro il governo. Fu nominata una commissione per investigare sulle elezioni che nel giro di un mese denunciò per brogli elettorali diversi deputati del PPP, tra cui il vice di Samak. I membri della Corte costituzionale erano noti oppositori di Thaksin e vicini alle posizioni dell'esercito. L'esercito protesse il Comitato per il controllo degli assetti finanziari, un'emanazione della giunta militare il cui operato ebbe come principali bersagli Thaksin e i suoi alleati.

### Ritorno in Thailandia, procedimenti giudiziari e nuovo esilio
Thaksin dal suo esilio britannico era rimasto una figura centrale della politica nazionale e fece ritorno in patria dopo le elezioni per rispondere delle accuse di corruzione rivoltegli in quel periodo, credendo che si risolvessero con un nulla di fatto, ma non aveva previsto il potere di cui disponeva la magistratura. Fu preceduto dalla moglie, che in gennaio fu arrestata all'arrivo a Bangkok e rilasciata su cauzione. Thaksin giunse il 28 febbraio dopo 17 mesi di esilio e dichiarò di non voler rientrare in politica. In marzo si dichiarò non colpevole in un caso di corruzione e la Corte suprema gli concesse di tornare in Inghilterra per un mese invitandolo a ripresentarsi l'11 aprile. In giugno gli fu negato il permesso di andare in Cina e nel Regno Unito, dato l'approssimarsi del processo, e gli fu ordinato di consegnare il passaporto. Quello stesso mese furono resi noti i risultati delle indagini su Thaksin della Commissione per il controllo degli assetti finanziari, che gli imputò 15 diverse irregolarità. A nulla valsero le critiche secondo cui questa commissione suggeriva alla magistratura le azioni legali da intraprendere senza esaminare le prove e i testimoni in favore degli accusati. In luglio la Corte suprema assunse la giurisdizione su un ulteriore caso di corruzione a suo carico e si impegnò a studiare un caso di infrazione alle leggi contro il gioco d'azzardo commessa da Thaksin e altri parlamentari nel 2003.

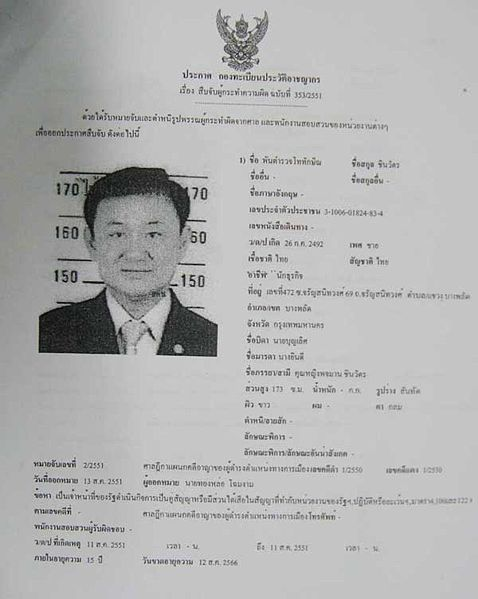
Manifesto da ricercato pubblicato dalla polizia thailandese contro Thaksin del 13 agosto 2008, dopo la sua fuga in Cina

Il 31 luglio 2008, il tribunale di Bangkok condannò la moglie e il cognato a tre anni di carcere per evasione fiscale in relazione a fatti del 1997. Entrambi i coniugi rimasero in libertà dopo aver pagato le cauzioni e si recarono in Cina per assistere alle Olimpiadi di Pechino. Thaksin non sarebbe più tornato in Thailandia ma rimase comunque sempre in una posizione dominante nella politica nazionale tenendosi in contatto con i propri alleati e sostenitori. Nell'agosto del 2008 lui e la moglie tornarono ad usufruire dell'ospitalità concessa dal governo britannico.
Riuscirono così a sfuggire al mandato di arresto per corruzione spiccato nei loro confronti in quel periodo in merito a un acquisto di terreni pubblici nel 2003. Il 25 agosto un tribunale dispose il sequestro di una cifra equivalente a 2 milioni di dollari dal patrimonio dell'ex premier. Thaksin sostenne che nei processi a loro carico i verdetti erano già stati decisi a priori, e che la magistratura era manipolata da un gruppo che voleva disfarsi politicamente degli Shinawatra senza rispettare le leggi e i princìpi internazionali di giustizia. Il processo si sarebbe concluso il successivo 21 ottobre, quando la Corte suprema lo riconobbe colpevole di conflitto d'interessi e lo condannò in contumacia alla pena di due anni, scagionando la moglie. In novembre gli fu revocato il visto britannico e la settimana dopo i coniugi divorziarono a Hong Kong. In seguito l'ex moglie ritornò in Thailandia per difendersi dalle imputazioni a proprio carico, mentre Thaksin si trasferì a Dubai. Nel 2019, re Vajiralongkorn avrebbe preso provvedimenti a riguardo della condanna del 2008 privando Thaksin delle onorificenze reali ricevute.

### Clamorose proteste delle opposizioni
Il ritorno di Thaksin era stato accompagnato dalle massicce manifestazioni antigovernative delle Camicie gialle dell'APD, che erano tornate a scendere in piazza in maggio dopo la proposta del governo di cambiare la nuova Costituzione. Fu anche criticata la gestione della crisi relativa ai territori contesi con la Cambogia del Tempio Preah Vihear. In giugno le proteste ebbero nuovo slancio con i risultati delle indagini su Thaksin della Commissione per il controllo degli assetti finanziari e con la sentenza di tre anni di detenzione per la moglie.
Durante tutto il periodo di crisi rimasero sostanzialmente impunite le azioni violente di cui si resero responsabili i membri dell'APD, che una volta fermati dalle forze dell'ordine venivano scagionati o rilasciati su cauzione e potevano tornare in prima linea nelle dimostrazioni. Il 26 agosto le Camicie gialle occuparono il palazzo di governo, bloccando l'esecutivo, attaccarono la sede dell'emittente televisiva National Broadcasting Services of Thailand e gli uffici di tre ministri, bloccarono inoltre alcune delle maggiori arterie stradali della capitale. Nei giorni successivi vi furono agitazioni tra i ferrovieri e un breve blocco degli aeroporti di Hat Yai, Phuket e Krabi.
Nel frattempo cominciarono a riunirsi nella centrale piazza Sanam Luang i sostenitori di Thaksin, le Camicie rosse, e agli inizi di settembre vi furono i primi scontri con le camicie gialle della APD con il bilancio di un morto e 43 feriti. Il primo ministro Samak dichiarò lo stato di emergenza per Bangkok il mattino dopo. L'iniziativa sollevò critiche e provocò le dimissioni del ministro degli Esteri Tej Bunnag, che si disse contrario a provvedimenti così drastici. Il 9 settembre 2008, la Corte costituzionale dichiarò il primo ministro Samak colpevole di conflitto d'interessi e dispose la sua rimozione dall'ufficio. Il 14 settembre fu revocato lo stato di emergenza. Il 17 settembre il governo fu affidato a Somchai Wongsawat, vice-primo ministro di Samak e cognato di Thaksin.
Il 7 ottobre i dimostranti dell'APD circondarono il Parlamento e impedirono alla legislatura di riunirsi per presenziare al discorso con cui Somchai Wongsawat avrebbe presentato i suoi programmi; negli scontri con la polizia che seguirono perse la vita una Camicia gialla e vi furono oltre 100 feriti. L'operato della polizia ricevette aspre critiche e si avviarono indagini per scoprire i responsabili. I dimostranti cinsero quindi d'assedio la caserma della polizia vicino alla sede del governo, dove nuovi scontri con le forze dell'ordine provocarono la morte di una manifestante e nuovi feriti. Ai funerali del 13 ottobre della donna uccisa negli scontri presenziarono la regina Sirikit, sua figlia la principessa Chulabhorn Walailak, il capo dell'esercito Anupong Paochinda, il leader dell'opposizione Abhisit Vejjajiva e altre personalità, ma nessuno in rappresentanza della polizia. Era da 10 anni che nessun membro della famiglia reale presenziava a funerali di manifestanti uccisi, fatto che fu considerato indicativo della volontà della famiglia reale in un momento di tensione irrisolta. Le proteste si intensificarono a fine ottobre dopo la condanna a due anni di carcere di Thaksin.

### Blocco degli aeroporti di Bangkok e scioglimento del partito da parte della Corte costituzionale
Uno dei momenti più gravi e decisivi della crisi fu l'occupazione degli aeroporti Suvarnabhumi e Don Mueang di Bangkok il 25 novembre. Le azioni furono precedute da altri gravi fatti tra cui un nuovo assedio al Parlamento da parte di 10 000 sostenitori dell'APD, a cui la polizia non rispose per paura si ripetessero scontri come quelli del 7 ottobre. Decine di migliaia di sostenitori dell'APD andarono a presidiare il vecchio aeroporto Don Mueang, alla periferia nord, nel cui edificio per VIP era in programma una seduta del Consiglio dei ministri che fu quindi rinviata. In serata fu occupato anche il nuovo aeroporto Suvarnabhumi, dove migliaia di dimostranti dell'APD eressero barricate sulle strade e presidiarono l'interno della struttura.
Poche ore dopo il blocco di Suvarnabhumi, la Corte costituzionale annunciò l'imminente processo per lo scioglimento dei partiti di governo coinvolti nei presunti brogli elettorali, sollecitando la consegna di prove a riguardo entro le ore successive. Nei giorni successivi i voli sostitutivi furono organizzati dagli aeroporti di U-Tapao, Phuket e Chiang Mai, dove nel frattempo era arrivato il primo ministro che aveva deciso di gestire la crisi da quella città, tradizionale roccaforte di Thaksin. Il capo dell'esercito Anupong chiese pubblicamente al governo di dimettersi e non interveniva in suo appoggio. Il 2 dicembre 2008 giunse la sentenza della Corte costituzionale che riconobbe fondate le accuse di frode elettorale sostenute dalla Commissione elettorale; sciolse i partiti della coalizione Partito del Potere Popolare, Nazione Thai e Matchima, e revocò i diritti politici di altri 109 dirigenti del partito, infliggendogli l'interdizione dalla politica per 5 anni.

## Governo ai conservatori e proteste del FUDD, movimento pro-Thaksin
Molti dei deputati della coalizione di governo furono convinti ad entrare nel Partito Democratico che era stato all'opposizione e che, il 15 dicembre 2008, fu in grado di far nominare primo ministro il proprio leader Abhisit Vejjajiva, senza passare per nuove elezioni. Gli eventi furono ritenuti anti-costituzionali dai sostenitori di Thaksin, le Camicie rosse del movimento Fronte Unito per la Democrazia contro la Dittatura, che iniziarono a contestare la manovra con cui era stato insediato il governo di Abhisit e chiesero che venisse fissata la data di nuove elezioni. Le dimostrazioni delle Camicie rosse furono contro il governo di Abhisit e contro l'ex primo ministro e capo del Consiglio Privato del re, il generale Prem Tinsulanonda, ritenuto da Thaksin il responsabile del colpo di Stato del 2006, di aver manipolato le vicende che portarono alla dissoluzione del PPP e di appoggiare il nuovo governo. Oltre 100 000 Camicie rosse ne chiesero le dimissioni in una manifestazione dell'aprile 2009. Le imponenti manifestazioni proseguirono a Pattaya, dove le Camicie rosse occuparono il palazzo in cui si doveva tenere il summit dell'ASEAN, l'organismo che riunisce le nazioni del sud-est asiatico. Il summit fu rinviato e negli scontri 2 manifestanti persero la vita. Il 15 aprile il passaporto di Thaksin fu revocato dal Ministero degli Esteri thailandese perché, secondo le affermazioni di un portavoce, "il suo ritorno potrebbe nuocere al Paese".
Il 26 febbraio 2010, la Corte Suprema thailandese ordinò il sequestro di 46 miliardi di baht (più di 1 miliardo di euro), oltre metà del patrimonio dell'ex premier Thaksin Shinawatra, ritenuto colpevole di aver approfittato del suo ruolo politico per arricchirsi personalmente. Qualche giorno dopo ripresero le dimostrazioni del FUDD con rinnovata intensità e si rinnovarono nell'arco di tempo tra marzo e maggio. Particolarmente gravi furono gli scontri del 10 aprile, durante i quali morirono 19 civili, 5 militari e il reporter giapponese della Reuters Hiro Muramoto. La repressione dell'esercito non dissuase le Camicie rosse che continuarono l'agitazione. In maggio, nuovi scontri provocarono la morte dello stratega militare delle Camicie rosse, l'ex maggiore generale dell'esercito thai Khattiya Sawasdipol, chiamato il Comandante Rosso,
La morte di Sawasdipol acuì la tensione. Pochi giorni dopo, l'incursione dell'esercito nella zona occupata dai manifestanti a Bangkok si concluse con la morte di 5 persone, tra cui il giornalista italiano Fabio Polenghi. In quegli stessi giorni, i dimostranti occuparono e diedero alle fiamme diversi edifici legati al potere nella capitale. I disordini si estesero anche a diverse città del nord e del nord-est, dove furono assaltati diversi palazzi governativi, costringendo il governo a estendere il coprifuoco ad altre 24 città. Altre camicie rosse trovarono la morte in quei giorni intrappolate in un wat dato alle fiamme a Bangkok. Il bilancio finale dei due mesi di scontri fu di 90 morti e 2 000 feriti. Abhisit Vejjajiva, da sempre fortemente criticato dai sostenitori di Thaksin, negli ultimi mesi fu osteggiato anche dagli ultra-nazionalisti delle Camicie gialle, che prima l'avevano appoggiato.

## Governo del Partito Pheu Thai della sorella Yingluck e nuovo colpo di Stato
Le elezioni furono fissate per il 3 luglio 2011, e videro il largo successo del partito di opposizione Pheu Thai, che ottenne 265 seggi alla Camera. Il partito era guidato da Yingluck Shinawatra, sorella minore di Thaksin, che divenne il nuovo primo ministro in un governo di coalizione. Dopo alcuni mesi di dure proteste anti-governative, che ne chiedevano le dimissioni perché rappresentava gli interessi del deposto fratello, nel maggio del 2014 Yingluck venne destituita dalla Corte costituzionale. L'accusa è stata "abuso del potere politico a fini personali", per aver rimosso dall'incarico nel 2011 l'ex capo del Consiglio di sicurezza nazionale ed averlo sostituito con un proprio parente. Con tale sentenza furono destituiti anche tutti gli altri ministri in carica quando successe il fatto.
Con l'acutizzarsi della tensione, il 20 maggio 2014 l'esercito dichiarò la legge marziale con l'intento di trovare una soluzione alla crisi. Il provvedimento fu l'anticamera del colpo di Stato militare del successivo 22 maggio. La costituzione fu soppressa, il governo ad interim venne sciolto, entrò in vigore il coprifuoco sul territorio nazionale dalle 22 alle 5 e i dimostranti di entrambi gli schieramenti furono dispersi. L'intervento militare avvenne dopo che, a partire dall'inizio delle proteste in novembre, 28 persone avevano perso la vita e 700 erano state ferite in scontri e attentati collegati alle proteste. Si tratta del 19º tentativo di colpo di Stato nel Paese dopo l'istituzione della monarchia costituzionale nel 1932.
La mattina del 23 maggio, il comandante in capo dell'esercito Prayut Chan-o-cha, guida del colpo di Stato, si auto-proclamò primo ministro ad interim della Thailandia e convocò 23 leader politici nazionali nonché 114 esponenti delle dimostrazioni dei mesi precedenti. All'incontro partecipò Yingluck, che fu tratta in arresto assieme ad alcuni familiari e a molti dei politici ed attivisti presenti, dopo che era stato loro notificato il divieto di lasciare il Paese. Nei cinque anni di dittatura, il Partito Pheu Thai non fu disciolto ma gli fu vietata l'attività politica fino al 2018. Dopo innumerevoli rinvii, le elezioni politiche si tennero il 24 marzo 2019.

## Politica dei militari dal 2014 per prevenire il ritorno al governo di Thaksin e dei suoi alleati
Sentendosi defraudati, i capi delle Camicie Rosse preannunciarono la ripresa della lotta per ottenere libere elezioni, ma l'imponente spiegamento di militari sull'intero territorio nazionale e le misure repressive prese dalla giunta resero impossibile qualsiasi forma di organizzazione. L'operato della giunta di Prayuth è stato ritenuto da molti governi stranieri un passo indietro nel processo di pace e democratizzazione del Paese, mentre ha creato manifestazioni di giubilo tra i conservatori thailandesi.
Tra i programmi inizialmente prospettati dalla giunta, uno dei più controversi fu quello relativo all'annunciata riforma della legge elettorale prima delle successive elezioni. Durante le manifestazioni dei conservatori contro il governo di Yingluck Shinawatra, i capi delle opposizioni dichiararono più volte che l'emanazione di una nuova legge elettorale prima delle consultazioni era il presupposto fondamentale per porre fine alla propria mobilitazione. In particolare, i conservatori chiesero che tale legge escludesse definitivamente la famiglia Shinawatra dal potere.
Il 22 luglio 2014, su proposta del governo militare, il re promulgò la Costituzione provvisoria, che garantì impunità ed enorme potere ai vertici della giunta. Il 1º agosto furono nominati i membri di un Parlamento provvisorio, la maggior parte dei quali erano ufficiali dell'esercito e della polizia. Secondo il portavoce della giunta, l'organo legislativo avrebbe dovuto rimanere in carica fino alle nuove elezioni, previste inizialmente per la fine del 2015. Il nuovo Parlamento elesse all'unanimità Prayuth primo ministro della Thailandia il successivo 21 agosto. Nei mesi successivi il Consiglio delle riforme bocciò il testo della nuova Costituzione, giudicato poco democratico dai partiti e le elezioni furono pertanto rinviate.
Con la morte di re Rama IX il 13 ottobre 2016, salì al trono il figlio Vajiralongkorn (Rama X), il quale il 6 aprile 2017 controfirmò la nuova Costituzione preparata dalla giunta (la 20ª da quando fu introdotta la monarchia costituzionale nel 1932) che aumentò i poteri della Corte costituzionale di incriminare un civile a capo del governo, autorizzò i militari a scegliere tutti i membri del Senato, introdusse il sistema proporzionale con cui fu ridotta l'influenza dei maggiori partiti nelle elezioni ecc. Queste novità furono introdotte per prevenire il ritorno al potere di Thaksin e dei suoi alleati.

### Elezioni del 2019
Dopo innumerevoli rinvii le elezioni si tennero nel marzo 2019. Prayut si candidò a primo ministro con il nuovo Partito Palang Pracharath, pur non essendone iscritto, e Phue Thai continuò a sostenere la politica di Thaksin. Gruppi per i diritti civili e osservatori politici criticarono il sistema di voto e la Commissione elettorale per i molti errori e irregolarità riscontrate. I 250 membri del Senato, secondo quanto previsto dalla Costituzione, furono scelti dalla giunta. Anche l'esito finale fu aspramente contestato, vi furono diversi rinvii sull'annuncio dei risultati definitivi e politici del Pheu Thai sostennero che vi erano stati brogli e che avrebbero fatto ricorso alla magistratura. Il primo annuncio ufficiale dei risultati parziali fu il 26 marzo, con il Partito Pheu Thai in vantaggio come numero di seggi, con una maggioranza non assoluta, seguito a breve distanza dal Palang Pracharath. Il 27 marzo, i rappresentanti di Pheu Thai e dei partiti del fronte democratico, che insieme avevano ottenuto 255 seggi dei 500 seggi alla Camera, annunciarono di voler formare una coalizione di governo. Anche Prayut affermò di aver vinto le elezioni avendo ricevuto il maggior numero di voti e di avere quindi il diritto di formare il nuovo governo.
Nuovi risultati del voto furono annunciati l'8 maggio, il numero dei seggi assegnati ai partiti differì in modo determinante da quello annunciato il 28 marzo. La Commissione elettorale aveva cambiato i criteri per l'assegnazione dei seggi durante la lunga fase di scrutinio con l'autorizzazione della Corte costituzionale. Con il nuovo sistema i partiti del fronte democratico persero 10 seggi, assegnati a partiti minori che si allearono con i partiti pro-giunta militare. Il cambiamento provocò un'aspra contestazione dei partiti del fronte democratico, in particolare Pheu Thai e Futuro Nuovo, che annunciarono di voler ricorrere a ogni possibile via legale per contrastare questo che definirono un abuso dei militari. Il 5 giugno, grazie anche al voto dei 250 senatori scelti dalla giunta militare, il nuovo Parlamento confermò primo ministro Prayut, che ottenne 254 voti dai parlamentari della Camera bassa.

## Elezioni del 2023 e rientro dall'esilio
Thaksin fu molto attivo anche per le elezioni generali del 14 maggio 2023, nelle quali la figlia Paetongtarn Shinawatra fu tra i candidati di Pheu Thai per la carica di primo ministro. Le elezioni si tennero dopo le grandi proteste in Thailandia del 2020-2021 guidate dagli studenti. Vista la sua relativamente giovane età – 35 anni – l'ascesa politica di Paetongtarn fu vista dagli osservatori come parte della strategia del padre di rinnovare il partito per attrarre i voti dei giovani in vista delle elezioni. Alla fine del 2020, la candidata a primo ministro nelle elezioni del 2019 per Pheu Thai Sudarat Keyuraphan uscì dal partito per fondare Thai Sang Thai, che secondo i vertici di Pheu Thai avrebbe comunque mantenuto la linea politica del vecchio partito; la stampa ipotizzò che la sua uscita fosse una manovra politica di Thaksin per ottenere un maggior numero complessivo di voti frazionando Pheu Thai con la creazione di partiti minori che lo appoggiassero alle elezioni del 2023.
Il voto vide il trionfo del Partito Kao Klai, fondato nel 2020 dopo la dissoluzione di Futuro Nuovo da parte della Corte Costituzionale con la sentenza che aveva scatenato la reazione popolare e dato il via alle proteste del 2020-2021. Kao Klai era stato il partito che aveva maggiormente appoggiato le richieste dei dimostranti, presentò inoltre un radicale programma di riforme con cui si propose come nuova alternativa al duopolio tra il populismo di Pheu Thai e l'autoritarismo dei partiti militari raccogliendo consensi in tutte le fasce di età e ottenne 151 seggi contro i 141 di Pheu Thai. Fu la prima volta dal 2001 che i partiti fedeli a Thaksin non ottennero il maggior numero di deputati. Le elezioni rappresentarono il ripudio da parte del popolo thailandese di 9 anni di dittatura militare e dei partiti associati ai militari, Palang Pracharath e il nuovo Phak Ruam Thai Sang Chart, che insieme raccolsero solo 76 seggi contro i 116 di Palang Pracharath nel 2019.

Pheu Thai, Kao Klai e altri sei partiti minori firmarono un memorandum d'intesa con gli obiettivi che si proponevano nel caso fossero riusciti a formare una coalizione di governo, ma nonostante la grande maggioranza alla Camera i 250 senatori erano rimasti quelli scelti dai militari nel 2019. In quel periodo alcuni osservatori prospettarono la possibilità che Pheu Thai si unisse invece a una coalizione guidata dai militari, i quali in cambio avrebbero facilitato il ritorno di Thaksin nel Paese intercedendo per una riduzione delle pene a cui era stato condannato.
La coalizione degli otto partiti pro-democrazia presentò al nuovo Parlamento la candidatura a primo ministro del leader di Kao Klai Pita Limjaroenrat, che trovò l'ostacolo dei parlamentari filo-militari e fu respinta. Pheu Thai formò quindi una nuova coalizione senza Kao Klai in cui entrarono i partiti affiliati ai militari, una svolta che sollevò grandi critiche tra gli abituali elettori di Pheu Thai.
Il 22 agosto 2023 fu presentata al Parlamento dalla nuova coalizione la candidatura del deputato di Pheu Thai Srettha Thavisin – un magnate del settore immobiliare da tempo collaboratore di Thaksin – che fu designato primo ministro al primo scrutinio. Quello stesso giorno Thaksin fece rientro in Thailandia dopo 15 anni di esilio e fu accolto trionfalmente dai propri sostenitori all'aeroporto di Bangkok, dove la polizia lo prese in custodia e lo scortò prima alla Corte suprema e poi in carcere.

### Condanne, carcere e perdono del re con riduzione della pena
Negli anni dell'esilio aveva subito tre condanne in contumacia per reati commessi quando era primo ministro, una a tre anni di carcere per conflitto di interessi per aver ordinato nel 2004 a una banca di Stato di concedere un ingente prestito al governo birmano in modo che potesse acquistare prodotti della Shin Satellite Plc, una delle aziende della sua famiglia. Una seconda condanna a due anni per abuso di potere riguardava una lotteria non conforme alle leggi da lui lanciata nel 2003, mentre la terza condanna era di cinque anni per conflitto di interesse e per gli illeciti commessi nella gestione di concessionarie di telefonia tra il 2001 e il 2006. Al suo rientro dall'esilio fu subito portato alla Corte suprema e gli fu notificato che le prime due condanne poteva scontarle contemporaneamente e che quindi gli anni di carcere sarebbero stati otto anziché dieci. Fu quindi trasferito al carcere e quella stessa notte fu ricoverato in ospedale per problemi di salute. Nei giorni successivi scrisse dall'ospedale una lettera al re chiedendogli la grazia, dichiarandosi pentito, e il 1º settembre fu pubblicato sulla Gazzetta reale che il sovrano gli aveva ridotto la pena a un solo anno di carcere. Il 18 febbraio 2024, dopo sei mesi di arresti ospedalieri, è stato scarcerato su cauzione

## Governo della figlia Paetongtarn Shinawatra
Il 14 agosto 2024, Srettha Thavisin viene destituito dalla carica di primo ministro dalla Corte costituzionale per aver violato le leggi nazionali avendo affidato una carica di governo a una persona che era stata in carcere. Il giorno successivo, i membri della coalizione di governo si trovano concordi nell'affidare la carica di primo ministro a Paetongtarn Shinawatra (diventata nel frattempo leader del partito), la cui nomina viene approvata dall’Assemblea nazionale il 16 agosto 2024. Con l’assenso di re Vajiralongkorn, è entrata in carica il 18 agosto 2024, divenendo il capo del governo più giovane nella storia del Paese. Nel marzo 2025, Paetongtarn supera una mozione di sfiducia presentata nei suoi confronti con l'accusa di essere manipolata dal padre e di non avere l'esperienza necessaria per gestire i problemi dell'economia e della sicurezza nazionale.